# Juan Antonio Andrades Gutiérrez
Juan Antonio Andrades Gutiérrez (Lió, 30 de gener de 1966) és un exfutbolista andalús, nascut a França. Jugava de migcampista.

## Trajectòria
La carrera d'Andrades es va iniciar a la Balompédica Linense, un modest equip andalús. D'ací va passar al Sevilla Atlético, filial del Sevilla FC. Debutaria amb el primer conjunt sevillista a la 89/90. Durant eixos anys, Andrades va ser un jugador suplent, però força utilitzat: 53 partits entre 1989 i 1992. Però, la temporada 92/93 amb prou feines disputaria 8 partits.
L'estiu de 1993 fitxa pel Reial Oviedo, on tampoc aconseguiria fer-se un lloc a l'onze titular. En el primer any a Astúries apareix en 18 partits, la majoria com a suplent, però els anys posteriors tot just compta per als tècnics de l'Oviedo.
La temporada 96/97 deixa l'equip asturià i marxa a l'Écija, de la Segona Divisió, on disputa només 3 partits.